# Simulium marlieri
Simulium marlieri es una especie de insecto del género Simulium, familia Simuliidae, orden Diptera.
Fue descrita científicamente por Grenier, 1950.